# Poder de las puntas
En Electrostática, el poder de las puntas está íntimamente relacionado con el concepto de la rigidez dieléctrica. Ésta es el mayor valor de campo eléctrico que puede aplicarse a un aislante sin que se vuelva conductor. Este fenómeno fue descubierto hace 200 años por Benjamin Franklin, al observar que un conductor con una porción puntiaguda en su superficie, descarga su carga eléctrica a través del aguzamiento y por lo tanto no se mantiene electrizado.
Actualmente se sabe que esto se produce debido a que un conductor electrizado tiende a acumular la carga en la región puntiaguda. La concentración de carga en una región casi plana es mucho menor que la acumulación de carga eléctrica en un saliente acentuado. Debido a esta distribución, el campo eléctrico de las puntas es mucho más intenso que el de las regiones planas. El valor de la rigidez dieléctrica del aire en la porción más aguzada será sobrepasado antes que en las otras regiones, y será por ello que el aire se volverá conductor y por allí escapará la carga del conductor.